# برایان مک کلندون

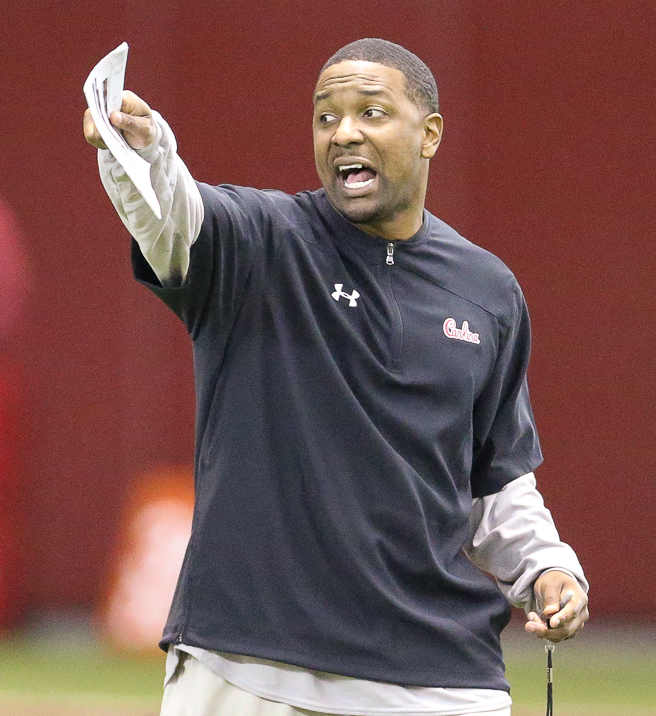
برایان مک کلندون در سال ۲۰۲۰

برایان مک کلندون (زاده ۲۸ دسامبر ۱۹۸۳) یک مربی فوتبال آمریکایی است که اخیراً سرمربی موقت، هماهنگ‌کننده بازی در دانشگاه اورگان در سال ۲۰۲۱ بود. مک کلندون قبلاً مربی تیم فوتبال آمریکایی دانشگاه کارولینای جنوبی بود.

## زندگی اولیه و حرفه بازی
مک کلندون فوتبال را در دبیرستان بنجامین ای میز در آتلانتا بازی کرد. او در دانشگاه جورجیا رسیور واید بازی کرد و در سال ۲۰۰۵ فارغ‌التحصیل شد. پس از کالج، او یک تابستان را با خرس‌های شیکاگو در لیگ ملی فوتبال (NFL) گذراند.